# Выборы мэра Новосибирска (2014)
Выборы мэра Новосибирска (2014) — внеочередные выборы мэра Новосибирска, состоявшиеся 6 апреля 2014 года.

## Предвыборная обстановка
Владимир Городецкий возглавил Новосибирск в 2000 году, дважды переизбирался — в 2004 и 2009 годах. Очередной срок полномочий мэра истекал 1 марта 2014 года, а выборы должны были пройти в сентябре 2014 г.
В августе 2013 года Советом депутатов Новосибирска были внесены изменения в городской устав, согласно которым выборы мэра будут проводиться по мажоритарной системе относительного большинства, то есть для победы кандидату достаточно набрать простое большинство голосов. По мнению политологов, это объяснялось неуверенностью власти в своей популярности и страхом поражения во втором туре.
Осенью 2013 года ходили слухи о возможности досрочного сложения Городецким полномочий мэра, которые он опроверг в ходе интервью 27 декабря. Однако уже 9 января 2014 года Городецкий объявил об этом решении во время совместного брифинга с губернатором области Василием Юрченко, после которого бывший мэр занял кресло вице-губернатора области. Исполняющим обязанности градоначальника был назначен вице-мэр единоросс Владимир Знатков. Тогда же появилась информация о возможности проведения выборов уже весной, что наносило бы удар по шансам оппозиции.
В качестве основных потенциальных соперников партии власти назывались депутаты Госдумы коммунист Анатолий Локоть и бывший эсер Илья Пономарёв. 13 января бюро новосибирского обкома КПРФ единогласно поддержало выдвижение кандидатом в мэры от КПРФ Анатолия Локтя.
15 января Совет депутатов Новосибирска назначил досрочные выборы мэра на максимально близкую из возможных по законодательству дату — 6 апреля.
18 января избирательная кампания официально стартовала.

## Кандидаты
Одним из первых документы на выдвижение кандидатом в мэры в городскую избирательную комиссию 19 января подал новосибирский общественник Евгений Логинов. О своём намерении участвовать в выборах мэра Новосибирска он заявил ещё в ходе Русского марша 4 ноября 2013 года.
Илья Пономарёв, заявлявший о намерении участвовать в выборах мэра в сентябре 2013 и объяснявший это тем, что принял решение под впечатлением от успехов Ройзмана в Екатеринбурге и Ширшиной в Петрозаводске, 9 января 2014 года предложил оппозиции план борьбы: зарегистрировать как можно больше кандидатов, а за две недели до выборов сняться в пользу одного, самого рейтингового согласно соцопросам. 20 января соглашение о подобной координации было подписано 23 кандидатами и представителями от политических партий и общественных организаций.
Сам Пономарёв официально о намерении выдвигаться сообщил в своём блоге 21 января, а 23 января подал документы в горизбирком.
В этот же день документы подал лидер группы «Коррозия металла» Сергей «Паук» Троицкий, заявивший о намерении открыть свой call-центр в одном из стрип-клубов Новосибирска.
27 января, после состоявшегося накануне разговора с главой региона, вице-губернатор Новосибирской области Андрей Ксензов подал в отставку с занимаемой должности и написал заявление о выходе из партии «Единая Россия». 29 января его кандидатура на должность мэра Новосибирска была предложена партией «Родина». 10 февраля на съезде регионального отделения партии он был единогласно выдвинут кандидатом в мэры.
31 января областной совет ЛДПР единогласно утвердил кандидатом депутата Госдумы Дмитрия Савельева.
18 февраля избирательная комиссия заявила о наличии в подписях, собранных за выдвижение Ильи Пономарёва, 27,3 % брака. Пономарёв не стал оспаривать решение горизбиркома в суде и 20 февраля выдвинулся кандидатом от партии «Альянс зелёных и социал-демократов».
20 февраля заявление на участие в выборах от партии «Единая Россия» подал исполняющий обязанности мэра Владимир Знатков.
21 февраля кандидатом от партии «Города России» выдвинулся бывший вице-губернатор Новосибирской области Владимир Анисимов, выйдя перед этим из рядов «Единой России».
Регистрация кандидатов завершилась 3 марта. К участию в выборах было допущено 17 кандидатов, помимо вышеперечисленных — Анатолий Кубанов («Справедливая Россия»), Александр Мухарыцин («Патриоты России»), Иван Стариков («Гражданская инициатива»), Анастасия Жаркова («Политическая партия социальной защиты»), Роман Стариков («Коммунисты России»), Александр Тарков («Трудовая партия России»), Владимир Кучеренко («Партия дела»), Алексей Южанин («Партия духовного преображения России»), Сергей Овчинников («Российская партия народного управления»).

## Ход кампании
11 февраля суд Центрального района Новосибирска отказал в удовлетворении иска, поданного ранее четырьмя новосибирскими общественниками, в том числе кандидатом в мэры от партии «Патриоты России» Мухарыциным, требовавших отменить решение Совета депутатов Новосибирска о проведении выборов мэра в один тур. 24 марта Новосибирский областной суд оставил решение Центрального районного суда в силе.
12 марта Илья Пономарёв подал в суд иск о снятии с выборов кандидатуры самовыдвиженца Евгения Логинова, обвинив его в подделке подписей и предоставлении недостоверных сведений. Позднее с аналогичным иском в суд обратилась другой кандидат — Анастасия Жаркова. После рассмотрения исков, 19 марта городская избирательная комиссия отказала в их удовлетворении обоим.
19 марта Сергей «Паук» Троицкий подал в суд иск с требованием снять кандидатуру Пономарёва, обвиняя его в подкупе избирателей. 24 марта Центральный районный суд Новосибирска рассмотрел иск Троицкого об отмене регистрации кандидата Ильи Пономарева и решил оставить её в силе, не усмотрев в его действиях подкупа избирателей.
18 марта кандидатом от «Гражданской инициативы» Иваном Стариковым была подана в суд жалоба на злоупотребление со стороны Владимира Знаткова, который отказался уходить в отпуск на период предвыборной борьбы, тем самым получив возможность использования своего служебного положения для предвыборной кампании. 21 марта 2014 года жалоба была удовлетворена Центральным районным судом Новосибирска и кандидат «Единой России» был снят с выборов. 27 марта уже Новосибирский областной суд восстановил Знаткова в предвыборной гонке.
26 марта кандидат от «Трудовой партии России» Александр Тарков потребовал у горизбиркома отменить регистрацию в качестве кандидата коммуниста Анатолия Локтя. В качестве основания для отмены регистрации он указал, что в своей предвыборной кампании Локоть использовал музыку из многосерийного фильма «Ликвидация», не получив разрешение на это у автора мелодии. 27 марта, после рассмотрения иска, Центральный районный суд Новосибирска отказал в его удовлетворении и оставил Анатолия Локтя в числе официальных претендентов на пост мэра.
28 марта Илья Пономарёв и ещё четверо кандидатов сняли свои кандидатуры в пользу Анатолия Локтя, а сам коммунист был назван «единым кандидатом оппозиции». Однако уже на следующий день двое из пяти кандидатов — Роман Стариков и Алексей Южанин, отказались от своих подписей под соглашением о снятие с выборов в пользу «единого кандидата» и заявили о намерении продолжить борьбу за кресло мэра. День спустя ещё два кандидата — Жаркова и Кучеренко — добровольно вышли из предвыборной гонки. Последний при этом также поддержал кандидатуру Локтя.
28 марта кандидат от «Трудовой партии России» Александр Тарков подал в Центральный районный суд Новосибирска иск о нарушении авторских прав кандидатом от партии «Родина» Андреем Ксензовым. Поводом для иска стала фотография, которую, по мнению Таркова, соперник без согласия автора изображения использовал в своих предвыборных листовках.
31 марта, без объяснения причин, за несколько минут до истечения последнего срока снятия с выборов, один из фаворитов предвыборной гонки Андрей Ксензов подал в горизбирком заявление об отказе от участия в выборах. Окончательно на 1 апреля в избирательном бюллетене остались фамилии только 11 кандидатов.
2 апреля, по жалобе «Единой России» на территории издательства «Советская Сибирь» был задержан тираж «Метро газеты» с агитационными материалами кандидата в мэры Анатолия Локтя и информационными материалами, освещающими ход судебного процесса по поводу снятия с регистрации кандидата Знаткова. По словам представителей правоохранительных органов, по их данным, в материалах номера могли содержаться призывы к экстремистской деятельности. Изъятые газеты были направлены на экспертизу. Позднее 300 тысяч экземпляров газеты были выпущены с территории издательства.
4 апреля, за два дня до голосования, депутат Государственной Думы Александр Карелин, возглавлявший избирательный штаб кандидата в мэры Владимира Знаткова, сделал заявление о том, что против их кандидата готовилось преступление (похищение сына), а также осуществлялась подготовка к даче взятки Новосибирскому областному суду, с целью добиться снятия Знаткова с регистрации кандидатом. При этом в СМИ, опубликовавших сообщения о готовившемся киднеппинге, в связи с этим упоминалось имя бывшего кандидата в мэры Андрея Ксензова, а сам Ксензов срочно вылетел в Москву и затем в Израиль.

## Прогнозы
За две недели до дня голосования по результатам исследования группы «Открытое мнение» явка в день выборов прогнозировалась на уровне 33—39 %. Прогноз результатов голосования был сделан по двум сценариям. Первый — условно «провластный», когда большинство неопределившихся избирателей перераспределится в пользу кандидата от власти — по нему В. Знатков набирал 38 % голосов, а А. Локоть — 28 %. По второму варианту прогноза — условно «оппозиционному» — кандидаты набирали практически одинаковый процент голосов: В. Знатков — 32 %, А. Локоть — 31 %. Третье место в обоих сценариях отдавалось А. Ксензову. Рейтинги остальных кандидатов варьировались в пределах статистической погрешности — не более 3 %.

## День голосования
Выборы прошли достаточно спокойно при низкой явке — 31,4 % (24,7 % к 16:00, 28,7 % к 18:00), уступив прошлым выборам 2009 года в полтора раза. Наибольшая явка наблюдалась в Центральном районе — 42 %, наименьшая — в Кировском — 28,87 %.
Ассоциация «Голос» сообщила об отсутствии серьёзных нарушений.

## Итоги выборов
По результатам обработки 3 % бюллетеней лидировал Знатков с результатом 43,35 % против 39,95 % у Локтя. По итогам обработки 10 % голосов Анатолий Локоть набирал 43,96 %, Знатков — 39,17 %. По итогам обработки 95 % голосов лидерство сохранил Локоть — 43,92 %, при 39,46 % у Знаткова. Окончательный результат — 43,75 % у Локтя, 39,57 % у Знаткова. Третьим, с большим отставанием, стал единственный самовыдвиженец Евгений Логинов — 3,36 %.
Победа коммунистов была обусловлена многими факторами: помимо хорошей организационной подготовки и финансовой поддержки, это наличие среди активных избирателей большого количества традиционного электората коммунистов — пенсионеров и гуманитариев, неожиданная отставка губернатора Новосибирской области Юрченко менее чем за месяц до дня голосования и последовавшая за этим дезорганизация в предвыборном штабе главного соперника, а также скрытая поддержка кандидата-коммуниста местными элитами, близкими к полпреду СФО Толоконскому.
Политологи прогнозируют, что в будущем Локоть не станет вступать в «Единую Россию». Отмечается, что поражение ухудшило позиции правящей партии и означает грядущие значительные перемены в её региональном отделении. Через 4 дня после выборов секретарь областной организации «Единой России» Александр Морозов ушёл в отставку.
23 апреля, после вступления в полномочия главы Новосибирска, Анатолий Локоть назначил бывшего кандидата в мэры Андрея Ксензова своим первым вице-мэром.